# Verbenonă
Verbenona este un compus organic din clasa monoterpeneoidelor biciclice cu formula chimică C10H14O, fiind un derivat de pinen. Este principalul constituent al uleiului de Verbena, de unde provine și denumirea sa; se mai găsește în uleiul de rozmarin. Este aproape insolubilă în apă, dar miscibilă cu majoritatea solvenților organici.